# Liste der Monuments historiques in Courban
Die Liste der Monuments historiques in Courban führt die Monuments historiques in der französischen Gemeinde Courban auf.

## Liste der Immobilien
| Bezeichnung      | Beschreibung | Standort                                   | Kennzeichnung | Schutzstatus   | Datum | Bild           |
| ---------------- | --- | ------------------------------------------ | ------------- | -------------- | ----- | -------------- |
| Kommende Epailly | um 1200 durch den Templerorden gegründet, nach 1312 an den Johanniterorden übergegangen, nach der Französischen Revolution aufgelöst und als Nationalgut verkauft; Kapelle, Wohngebäude, Kellerei, Scheunen, Taubenturm und Umfassungsmauer mit Turm | nordwestlich des Ortes an der D 102 (Lage) | PA00112238    | Classé Inscrit | 2010  | weitere Bilder |

## Liste der Objekte
| Bezeichnung                                                 | Beschreibung                                          | Standort                                  | Kennzeichnung | Schutzstatus | Datum | Bild |
| ----------------------------------------------------------- | ----------------------------------------------------- | ----------------------------------------- | ------------- | ------------ | ----- | ---- |
| Fünf Wandgemälde: Leben von Johannes dem Täufer             | aus der ersten Hälfte des 16. Jahrhunderts            | in der Kirche St-Germain-d’Auxerre (Lage) | PM21000683    | Classé       | 1972  |      |
| Wandgemälde Der heilige Bonitus von Clermont heilt ein Kind | aus der ersten Hälfte des 16. Jahrhunderts            | in der Kirche St-Germain-d’Auxerre (Lage) | PM21000684    | Classé       | 1972  |      |
| Prozessionskreuz                                            | Metall, versilbert und vergoldet, 16. Jahrhundert     | in der Kirche St-Germain-d’Auxerre (Lage) | PM21000685    | Classé       | 1972  |      |
| Wandgemälde                                                 | ohne Datierung; ausgenommen PM21000683 und PM21000684 | in der Kirche St-Germain-d’Auxerre (Lage) | PM21003512    | Inscrit      | 1974  |      |